# Leonel de Castro
Leonel de Castro (Münster, 12 de dezembro de 1973) é um fotojornalista português, nome desde sempre ligado ao Jornal de Notícias.
É licenciado em Comunicação Social pela Escola de Jornalismo do Porto, completou também o curso de Fotografia na Escola Superior Artística do Porto, e atualmente é doutorando na Universidade do Minho.
Paralelamente ao fotojornalismo, tem-se dedicado também à docência, no Instituto Português de Fotografia, na Escola Superior Artística do Porto e no Mestrado em Comunicação da Universidade do Minho.
O luso-germânico tem colecionado diversos prémios e distinções ao longo da carreira profissional. Dos prémios Visão ao Prémio de Fotojornalismo Fujifilm Portugal, Estação Imagem e da Society for News Design, que cumula com os prémios Pacheco de Miranda para reportagens que efetuou em Timor-Leste, na África do Sul e nos EUA.
Os seus trabalhos têm também dado corpo a várias exposições, quer individuais quer coletivas, e publicações como Pare, Escute, Olhe (Civilização Editora), Lugares Alentejanos na Literatura Portuguesa (Estação Imagem) ou Um Território Musealizado – Museu da Memória Rural.
Em 2023, o seu projeto "Despojos de Guerra", publicado na Notícias Magazine, e também na revista História, que retrata os deficientes profundos, feridos ao longo dos 13 anos da Guerra Colonial, recebeu o Prémio da Sociedade Portuguesa de Autores de Melhor Trabalho de Fotografia.

## Livros
- 2009 - "Lugares Alentejanos na Literatura Portuguesa" (com outros), Estação Imagem, Portugal, ISBN 978-989-20-169-5-5
- 2010 - "Pare, Escute, Olhe" (com Jorge Laiginhas), Livraria Civilização Editora, Portugal ISBN 978-972-26-292-4-9
- 2018 - "Minhotos de Pele Salgada", Estação Imagem, Portugal ISBN 978-989-97-338-9-3
- 2024 - "Despojos de Guerra", Portugal